# Electroprecizia
Electroprecizia Săcele este o companie producătoare de motoare și generatoare electrice din România.
A fost fondată în 1936 ca societate pe acțiuni, și este unul dintre cei mai importanți producători români de motoare electrice.
Compania produce diferite tipuri de motoare electrice, polizoare de lăcătușerie, electropompe, alternatoare, regulatoare de tensiune, diferite tipuri de relee, tablouri de bord cu vitezometru, indicatoare pentru presiune ulei, indicatoare de temperatură și nivel combustibil.
Acționarii societății sunt Intercom SA, cu o participație de 49,56% și Asociația PASEP, cu o deținere de 35,88%.
Titlurile companiei se tranzacționează la categoria de bază a pieței Rasdaq sub simbolul ELZY.
Principalii clienți ai Electroprecizia sunt firmele ABB, Bush, Lenze, capacitatea lunară de producție a companiei fiind de 70.000 de motoare.
Număr de angajați:
- 2010: 1.000[2]
- 2009: 1.600[2]

Cifra de afaceri:
- 2010: 45 milioane euro [4]
- 2009: 90,6 milioane lei (23,7 milioane euro) [5][2]
- 2008: 128,2 milioane lei (35 milioane euro) [5][2]